# Saison 5 de FBI : Portés disparus
Chronologie
Saison 4 Saison 6
Cet article présente les résumés des épisodes de la cinquième saison de la série télévisée FBI : Portés disparus (Without a Trace).

## Distribution

### Acteurs principaux
- Anthony LaPaglia (VF : Michel Dodane) : John Michael « Jack » Malone
- Marianne Jean-Baptiste (VF : Pascale Vital) : Vivian « Viv » Johnson
- Poppy Montgomery (VF : Rafaele Moutier) : Samantha « Sam » Spade
- Enrique Murciano (VF : Olivier Jankovic) : Danny Taylor, né Alvarez
- Eric Close (VF : Guillaume Lebon) : Martin Fitzgerald
- Roselyn Sanchez (VF : Laëtitia Lefebvre) : Elena Delgado

### Acteurs récurrents et invités
- Bill Smitrovich : Alexander Olczyk (épisodes 2, 17 et 19)
- Nathan Kress : Barry Rosen jeune (épisode 13)
- Mary Elizabeth Mastrantonio : Anne Cassidy
- Jsu Garcia : Carlos Aguilar
- Adriana DeMeo : Lucy
- Michelle Clunie : Cindy Peterson (épisode 2)
- Corey Stoll : Steve Goodman (épisode 2)
- Mireille Enos : Jessica Lowson (épisode 3)
- Mark Pellegrino : Sadik Marku (épisode 5)
- Tamara Gorski : Odeta Marku (épisode 5)
- Eriq La Salle : Aaron Gibbs (épisode 6)
- Lisa Gay Hamilton : Sherise Gibbs (épisode 6)
- Michael B. Jordan : Jesse Lewis (épisode 6)
- Dee Wallace : Lara Duncan (épisode 7)
- Susanna Thompson : Cynthia Neuwirth (épisode 8)
- Reed Diamond : Eric Hayes (épisode 9)
- Sterling K. Brown : Thomas Biggs (épisode 9)
- Brendan Hines : Jason Barnes (épisode 9)
- Rebecca Wisocky : Cara Nelson (épisode 10)
- Todd Lowe : Ryan Leonard (épisode 10)
- Silas Weir Mitchell : Luke Seaver (épisode 10)
- Nicholas D'Agosto : Ted Soros (épisode 11)
- Connor Trinneer : Robert Owens (épisode 11)
- Marina Sirtis : Alexa Soros (épisode 11)
- Frank Grillo : Neil Rawlings (épisode 12)
- Tim Russ : Phil Hansen (épisode 12)
- Michael Dunn : Barry Rosen (épisode 13)
- Daniel Roebuck : August Black (épisode 13)
- Patrick J. Adams : Adam Clark (épisode 14)
- Bryce Johnson : Nick Edberg (épisode 15)
- David DeLuise : Alex Brown (épisode 15)
- Mark Moses : Rob Darcy (épisode 16)
- John Doman : Hayden Mills (épisode 17)

## Généralités
Anthony LaPaglia a co-écrit le 17e épisode, diffusée le 11 mars 2007.

## Épisodes

### Épisode 1:Des années volées
- États-Unis : 24 septembre 2006 sur CBS[2]

- Bryce Robinson (Todd)
- Brian Kerwin (Randall Parker)
- Darian Weiss (Bryan Parker)
- Judith Moreland (Judy Brooks)
- Stacy Solodkin (Sara Pratt)
- Kevin Shinick (Tom Ellison)
- Jojo Gonzalez (Felix)
- Theresa Arrison (Leigh Ellison)

### Épisode 2:Strip-tease
- États-Unis : 1er octobre 2006 sur CBS

- Mary Elizabeth Mastrantonio (Anne Cassidy)
- Michelle Clunie (Cindy Peterson)
- David Aaron Baker (Jim Peterson)
- Bill Smitrovich (Alexander Olczyk)
- Corey Stoll (Steve Goodman)
- Philip Casnoff (Donald Clarence)
- Leo Rossi (Leo)
- Blaire Baron (Melissa)
- Alissa Dean (Nicki)
- Pedro Pascal (Kyle Wilson)

### Épisode 3:Appels d'urgence
- États-Unis : 1er octobre 2006 sur CBS

- Mireille Enos (Jessica Lawson)
- Penny Balfour (Sue Young)
- Billy Gallo (Frank Young)
- Michael Eric Strickland (Nathan Kelly)
- Sean O'Bryan (Dr. Jeremy Burton)
- Heidi Swedberg (Laura Worth)
- Molly Cheek (Teri Lawson)
- Candace Edwards (Paulette Harrison)
- Michael Laskin (Chaim Rubin)

### Épisode 4:Tous pour un
- États-Unis : 15 octobre 2006 sur CBS

- Hallee Hirsh (Malia Norton)
- Katie Walder (Claire Norton)
- Kevin Sheridan (Charlie Wilkes)
- James Jordan (Doug Berry)
- Alisa Reyes (Angelina Torres)
- Linda Eve Miller (Lisa Haskell)
- Darin Cooper (Officier Watson)
- Holly Fulger (Karen Norton)
- Alexandra Kyle (Jamie Asher)

### Épisode 5:Le mauvais exemple
- États-Unis : 22 octobre 2006 sur CBS

- Mark Pellegrino (Sadik Marku)
- Rachel Miner (Julia Martic)
- Tamara Gorski (Odeta Marku)
- Edoardo Ballerini (Frankie Lamaj)
- Diane Davis (Dorina Calb)
- Kevin Durand (Travis Holt)
- Paul Hipp (Detective Chris Pappas)
- Adrian Sparks (Paul Banks)
- Field Cate (Petros Marku)

### Épisode 6:Après la tempête
- États-Unis : 29 octobre sur CBS

- Eriq La Salle (Aaron Gibbs)
- Lisa Gay Hamilton (Sherise Gibbs)
- Michael Beach (Chuck Barr)
- Michael B. Jordan (Jesse Lewis)
- Stephanie Venditto (Dr. Lisa Harris)
- Kevin Fry (Rick Fletcher)
- Darin Heames (Pete McNeil)
- John Henry Canavan (Matt)
- Terri Hoyos (Dolores)

### Épisode 7:Exorcisme
- États-Unis : 5 novembre 2006 sur CBS

- Mary Elizabeth Mastrantonio (Anne Cassidy)
- Aleksa Palladino (Katie Duncan)
- Dee Wallace (Lara Duncan)
- Cotter Smith (Fr. Sean McGinnis)
- Josh Braaten (Paul Duncan)
- Bradley White (Chris Buchanan)
- Rick Otto (George)
- Sandra Quarterman (Dr. Shannon Feller)
- Dan Desmond (Garrett Gillespie)

### Épisode 8:Main perdante
- États-Unis : 12 novembre 2006 sur CBS

- Susanna Thompson (Cynthia Neuwirth)
- Brian Hallisay (Alex Stark)
- Louis Giambalvo (Gary)
- Marisa Ramirez (Sara)
- Zachary Knower (Justin Ferrara)
- Matthew Borlenghi (un garde)
- Adriana DeMeo (Lucy)
- Tasha Tae (Dealer)

### Épisode 9:Le protecteur
- États-Unis : 19 novembre 2006 sur CBS

- Reed Diamond (Eric Hayes)
- Sterling K. Brown (Thomas Biggs)
- Milauna Jackson (Lucinda Biggs)
- Asia Bonilla (Kayla Biggs)
- Sybil Darrow (Lisa Hayes)
- Adina Porter (Harriet Lewis)
- Lindsey Kraft (Amy Jenson)
- Chris Tardio (Damon Winters)
- Brendan Hines (Jason Barnes)
- Rusty Schwimmer (Sharon Zenowich)
- Kara Zediker (Stacy Russell)

### Épisode 10:L'espoir
- États-Unis : 3 décembre 2006 sur CBS

- Tracy Middendorf (Audrey West)
- John de Lancie (Brian Gaghan)
- Tom Kiesche (Jake West)
- Rebecca Wisocky (Cara Nelson)
- Todd Lowe	(Ryan Leonard)
- Silas Weir Mitchell (Luke Seaver)
- Michael Mantell (James Corwin)
- Joseph C. Phillips (Marcus Johnson)
- Edward Edwards (en) (Dr. Marsh)

### Épisode 11:Partir
- États-Unis : 10 décembre 2006 sur CBS

- Nicholas D'Agosto (Ted Soros)
- Nicholas Braun (Zander Marrs)
- Connor Trinneer (Robert Owens, le coach)
- Marina Sirtis (Alexa Soros)
- Peter Allas (Cosmo Soros)
- Eugene Jones III (Harold Roberts)
- Saige Thompson (Dana Russo)
- Tommy Snider (Aaron)

### Épisode 12:En vrille
- États-Unis : 7 janvier 2007 sur CBS

- Frank Grillo (Neil Rawlings)
- Anthony Azizi (Ghalib Al-Nayhan)
- Adam Nelson (Ken Brown)
- Andi Carnick (Karen Murphy)
- James Immekus (Owen Rawlings)
- Ryan Alosio (Henry Fenk)
- Tim Russ (Phil Hansen)
- Gabriel Gutierrez (Duke Bowden)
- Adriana DeMeo (Lucy)

### Épisode 13:A pleines dents
- États-Unis : 14 janvier 2007 sur CBS

- Michael Dunn (Barry Rosen)
- Jsu Garcia (Carlos Aguilar)
- Mason McCulley (Stu Rosen)
- Emily Nelson (Ivy Morris)
- Sarah Lafleur (Valerie Sharp)
- Lenny Citrano (Monty Horner)
- Daniel Roebuck (August Black)
- Nigel Gibbs (Dr. Gelson)
- Lou Bonacki (Wayne)

### Épisode 14:Le pont
- États-Unis : 21 janvier 2007 sur CBS

- Laura Jordan (Abby Horton)
- Trever O'Brien (Gil Rusk)
- Peter Paige (Lucas Blumenthal)
- Jennifer Rau (Keira Saunders)
- Patrick J. Adams (Adam Clark)
- Michael B. Silver (Dr. Ron Hillman)
- Paul Perri (Bob Leard)
- Shanna Collins (Jen)
- Luke Edwards (Ian Hewitt)

### Épisode 15:Le désert
- États-Unis : 18 février 2007 sur CBS

- Nathan Baesel (Jason Turner)
- Bryce Johnson (Nick Edberg)
- David DeLuise (Alex Brown)
- Brent Sexton (Sergent Paul Brown)
- Brent Jennings (Earl Dooley)
- Allen Cutler (Eddie McCann)
- John Aylward (Bernard Fields)
- Ashlyn Sanchez (Sofie Delgado)

### Épisode 16:Jamais sans Toi
- États-Unis : 4 mars 2007 sur CBS

- Mark Moses (Rob Darcy)
- Ian Anthony Dale (David Kwon)
- Susan Walters (Jenny Darcy)
- Bill Tangradi (Ray Sykes)
- Ashlyn Sanchez (Sofie Delgado)
- Chastity Dotson (April)
- Janice Kent (Allison Keyes)
- Sean Douglas (Mike)

### Épisode 17:Eaux Profondes
- États-Unis : 11 mars 2007 sur CBS

- Jacqueline McKenzie (Patricia Mills)
- Alex Carter (Allen Crane)
- Bill Smitrovich (Alexander Olczyk)
- Rizwan Manji (Fasil Mazari)
- Neill Barry (Prof Arrow)
- Lindsey McKeon (Sarah)
- Lanette Ware (Dr. June Chapmen)
- David Birney (Leslie Warwick)
- John Doman (Hayden Mills)

### Épisode 18:Connections
- États-Unis : 18 mars 2007 sur CBS

- Alexandra Krosney (Rebecca Howard)
- J. Patrick McCormack (George Howard)
- Lycia Naff (Lynn Neyer)
- Darren Pettie (Darren Howard)
- Isaiah Cazares (ERT Tech)
- Adriana DeMeo (Lucy)
- Molly Price (Emily Reynolds)
- Taylor Emerson (Rick Jenkins)
- Christopher Foley (Kyle Blatty)
- Marissa Ghavami (Sylvia)
- Chuck Hittinger (Gavin Reilly)
- James Ellis Lane (Trooper)

### Épisode 19:Le poids du passé
- États-Unis : 25 mars 2007 sur CBS

- Molly Price (Emily Reynolds)
- Tim Guinee (Andrew Reynolds)
- Shashawnee Hall (Detective Tom King)
- Tess Harper (Mrs. Spade)
- Brennan Hesser (Jolie)
- Bill Smitrovich (Alexander Olczyk)
- Rick Peters (Dale Enty)
- Adam Kaufman (Brian)
- Kurt Long (EMT)
- Kenneth Meseroll (Jonathan Newman)
- Louis Mustillo (Pete Heil)
- Laura Peters (Emily adolescente)

### Épisode 20:A fleur de peau
- États-Unis : 8 avril 2007 sur CBS

- Daisy Eagan (Erin Gilchrist)
- Mary Elizabeth Ellis (Sally Price)
- Chad Everett (Joseph Pratt)
- Erica Tazel (Tess Pratt)
- Jake Muxworthy (Jon Pratt)
- Khamani Griffin (Andrew Pratt)
- Sonita Henry (Femme d'affaires)
- Christopher Close (Technicien)
- Matthew Jones (Technicien)
- Eddie Mills (Bob Gilchrist)
- Scott Michael Morgan (Bart Jones)

### Épisode 22:La seule, l'unique
- États-Unis : 29 avril 2007 sur CBS

- Loren Dean (Juge Chris Manning)
- Missy Crider (Mia Jones)
- Cara Pifko (Nora Manning)
- Johnathan McClain (Justin Hobart)
- Eric Steinberg (Ray Greene)
- María Celedonio (Lisa Robles)
- Casey Biggs (Sid Watts)
- Paul Butcher (Alex Rosen)
- Erin Foster (Brooke)

### Épisode 23:Tous les deux
- États-Unis : 6 mai 2007 sur CBS

- Jessy Schram (Ella Neese)
- Beth Littleford (Diane Neese)
- Brian Cousins (Jim Neese)
- Edward Tournier (Alex Ward)
- Mark Derwin (Ted Ward)
- Lou Beatty Jr. (Bob Bacalli)
- Erik Eidem (Seth Foley)
- Marc Vann (Pete Weber)
- Marcella Lentz-Pope (Hillary)

### Épisode 24:Un nouveau départ
- États-Unis : 10 mai 2007 sur CBS

- Danielle Bisutti (Terri Long)
- Haley Ramm (Jennifer Long)
- Adam Rose (Bradley Foster)
- Jeff Yagher (Gary Sedgwick)
- Evan Parke (Frank Cole)
- Dayo Ade (Omar Manir)
- Adam Rose	(Todd / Brad)
- Wiley M. Pickett (Dane Hopkins)
- Bill Lee Brown (Juge Frey)